# Újezdec (district de Prachatice)
Pour les articles homonymes, voir Újezdec.
Újezdec (en allemand : Aujestetz) est une commune du district de Prachatice, dans la région de Bohême-du-Sud, en République tchèque. Sa population s'élevait à 86 habitants en 2023.

## Géographie
Újezdec se trouve à 12 km au nord-nord-ouest de Prachatice, à 41 km à l'ouest-nord-ouest de České Budějovice et à 114 km au sud-sud-ouest de Prague.
La commune est limitée par Bušanovice à l'ouest et au nord-ouest, par Tvrzice au nord-est, par Lipovice à l'est, et par Vlachovo Březí au sud.

## Histoire
La première mention écrite du village date de 1300.

## Transports
Par la route, Újezdec se trouve à 14 km de Prachatice, à 49 km de Ceské Budejovice et à 137 km de Prague.